# Isaac Rosenberg
Pour les articles homonymes, voir Rosenberg.
Isaac Rosenberg (25 novembre 1890 - 1er avril 1918) est un poète et un artiste anglais, mort au front à Fampoux (Pas-de-Calais). Ses Poems from the Trenches (poèmes des tranchées) sont reconnus comme étant parmi les poèmes les plus remarquables écrits pendant la Première Guerre mondiale.

## Biographie

### Jeunesse

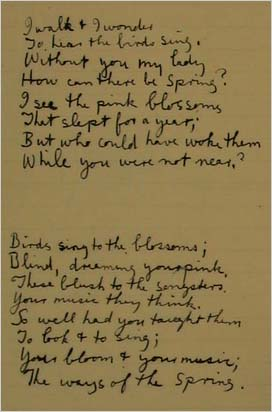
Manuscrit du poème Spring (Printemps).

Isaac Rosenberg est né à Bristol, deuxième de six enfants et fils aîné (son frère jumeau étant décédé à la naissance) de ses parents, Barnett (anciennement Dovber) et Hacha Rosenberg, qui étaient des immigrants juifs lituaniens en provenance de Dvinsk (maintenant en Lettonie). En 1897, la famille déménage à Stepney, un quartier pauvre de l'East End de Londres, qui avait une forte communauté juive. Isaac Rosenberg a fréquenté l'école primaire St. Paul à Wellclose Square, St George dans la paroisse de l'Est. Plus tard, il est allé à la Baker Street Board School à Stepney. En 1902, il reçoit une récompense de bonne conduite et est autorisé à prendre des cours à l'école d'arts et d'artisanat à Stepney Green. En décembre 1904, il quitte la Baker Street School et, en janvier 1905, commence un apprentissage chez Carl Hentschel, un graveur de Fleet Street.
Il s'intéresse à la fois à la poésie et à l'art visuel et commence à suivre des cours du soir au Birkbeck College. Il quitte son apprentissage en janvier 1911, car il a réussi à trouver les finances nécessaires pour fréquenter la Slade School of Fine Art à l' University College de Londres (UCL). Pendant sa formation, Rosenberg étudie notamment aux côtés de David Bomberg, de Mark Gertler, de Stanley Spencer, de Paul Nash, d'Edward Wadsworth, de Dora Carrington, de William Roberts et de Christopher Nevinson. Sous la direction de Laurence Binyon, poète reconnu, et d'Edward Marsh, il commence à écrire sérieusement de la poésie, mais souffre de problèmes de santé. Il publie une brochure de dix poèmes, Night and Day (Nuit et Jour), en 1912. Il expose également des peintures à la galerie de Whitechapel en 1914.
Craignant que sa bronchite chronique ne s'aggrave, Rosenberg espère se rétablir en s'installant dans un pays au climat chaud, l'Afrique du Sud, au Cap où sa sœur Mina vit déjà. La Jewish Educational Aid Society de Londres l'aide en payant le prix du voyage.
Arrivé au Cap à la fin du mois de juin 1914, il compose un poème intitulé On Receiving News of the War. Alors que beaucoup ont écrit sur la guerre comme sacrifice patriotique, Rosenberg l'a critiquée dès le début. Cependant, se sentant mieux et espérant trouver un emploi en tant qu'artiste en Grande-Bretagne, Rosenberg rentre chez lui en mars 1915. Il publie un deuxième recueil de poèmes, Youth (Jeunesse). 

### Première Guerre mondiale

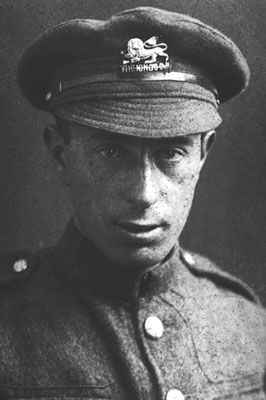
Isaac Rosenberg en 1917

Bien que pacifiste convaincu, Rosemberg a décidé de rejoindre l'armée britannique, non par patriotisme , mais plutôt à cause de sa situation de pauvreté. Après avoir été incapable de trouver un emploi permanent, il s'enrôle dans l'armée britannique, fin octobre 1915,  et demande que la moitié de sa solde soit envoyée à sa mère. 
Dans une lettre personnelle, Rosenberg décrit ainsi son attitude envers la guerre : « Je n'ai jamais rejoint l'armée pour des raisons patriotiques, rien ne peut justifier la guerre. Je suppose que nous devons tous nous battre pour surmonter les problèmes. »
Rosenberg fut d'abord affecté au 12e bataillon du «Suffolk Regiment» et plus tard transféré au 1er bataillon du «King's Own» (Royal Lancaster Regiment). En juin 1916, il est envoyé avec son bataillon pour combattre sur le front de l'Ouest en France, où il arriva le 3 juin. Pendant la guerre, il a continué à écrire de la poésie en servant dans les tranchées, y compris Break of Day in the Trenches (Pause du jour dans les tranchées), Returning we Hear the Larks (Nous revenons entendre les alouettes), et Dead Man's Dump (Dump de l'homme mort). En décembre 1916, le Poetry Magazine publie deux de ces poèmes.
Sa participation à la guerre fut une expérience terrible pour lui, à tel point qu'il se sentit obligé d'écrire à son sujet, et tous ses poèmes de cette période sont marqués par des tonalités apocalyptiques, même s'il semble considérer les événements de manière détachée.
Il a été tué à l'aube le 1er avril 1918 , probablement par un tireur embusqué, dans la ville de Fampoux, au nord-est d' Arras.
Il a été enterré dans une fosse commune, mais en 1926 ses restes ont été identifiés et enterrés dans le cimetière militaire britannique de Bailleul Road East, à Saint-Laurent-Blangy dans le Pas-de-Calais.

## Postérité

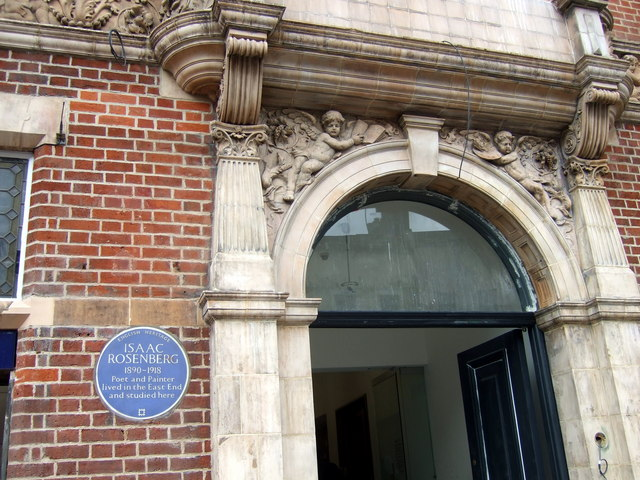
Plaque commémorative à la bibliothèque de Whitechapel.

Tous ses poèmes ont été rassemblés dans le volume posthume des «Œuvres», publié en 1937 : 
Isaac Rosenberg, The Collected Works of Isaac Rosenberg: Poetry, Prose, Letters, and Some Drawings, éd. Gordon Bottomley et Denys Harding, préface : Siegfried Sassoon, Londres, Chatto and Windus, 1937.
Ses autoportraits sont conservés à la National Portrait Gallery et à la Tate Britain. 
À l'extérieur de la bibliothèque Whitechapel, se trouve une plaque commémorant Isaac Rosenberg.
Rosenberg fait également partie des seize poètes de la Première Guerre mondiale commémorés sur une pierre d'ardoise posée le 11 novembre 1985 au coin des poètes de l'abbaye de Westminster.
Paul Fussell, auteur de l'essai The Great War and Modern Memory (La Grande Guerre et la mémoire moderne), considéré comme l'étude de référence pour la littérature britannique de la Première Guerre mondiale, rend hommage à  Isaac Rosenberg dans son discours prononcé lors de la remise de son prix pour ce livre.

### Traduction
- Dépotoir aux morts. Poème de guerre (1914-1918) d'Isaac Rosenberg. Traduction Sarah Montin. Thonons-les-Bains: Editions Alidades, 2018.